# Аджаваан
Озеро Аджаваан — озеро в північній частині канадської тайги національного парку принца Альберта в Саскачевані, за 700 метрів від північного кінця озера Кінгсмір. Воно відомо, насамперед, як будинок Сірої Сови, відомого письменника з 1932 по 1938 рік. Дійти до озера можна 20-кілометровою стежкою від річки Кінгсмір вгору по західному березі озера Кінгсмір та на каное або невеликому човні по річці. Поруч із ним розташовані табірні містечка, де можна взяти каяк, гідроцикл або каное.
В озері водиться північна щука та судак, а також бобри.

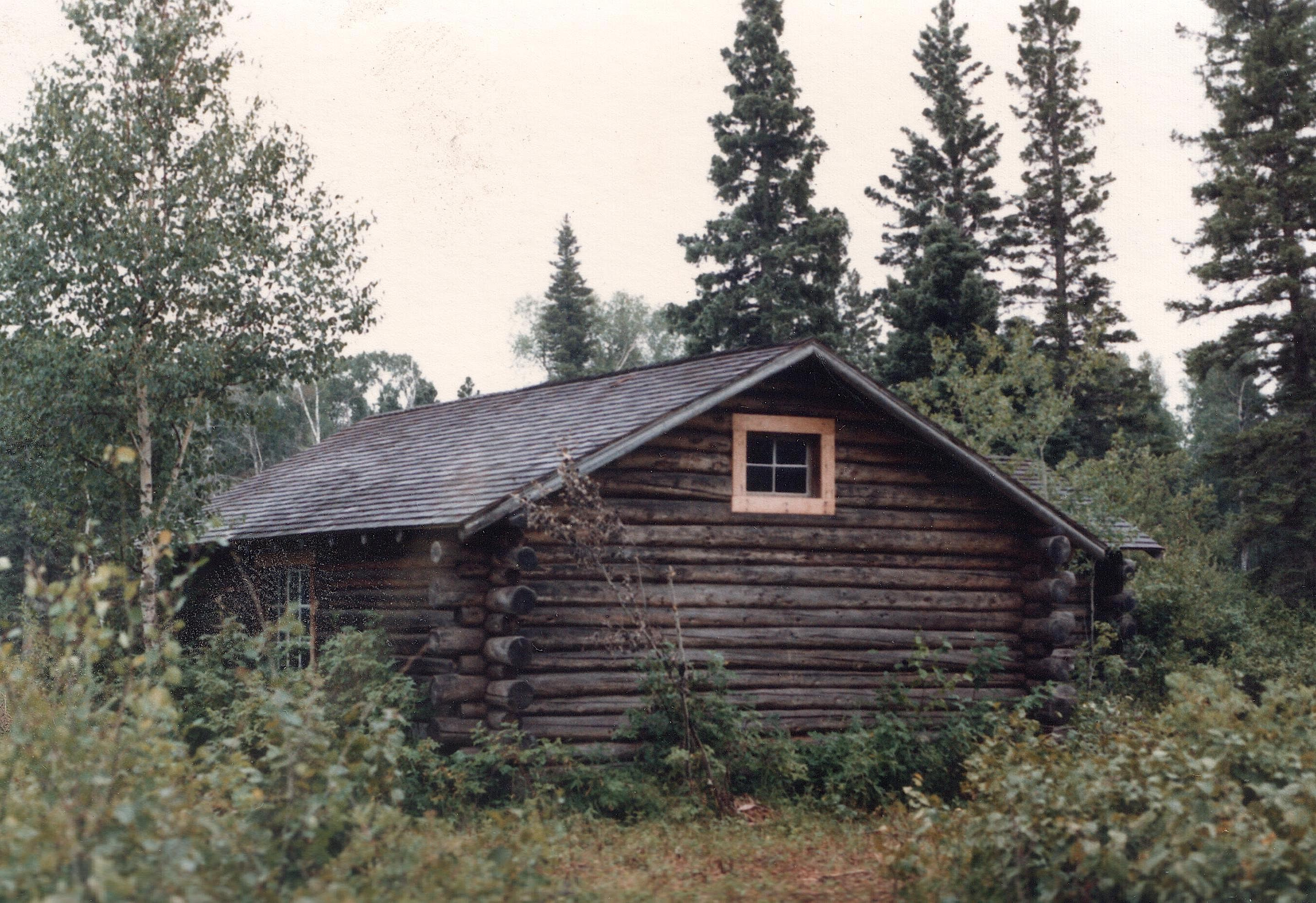

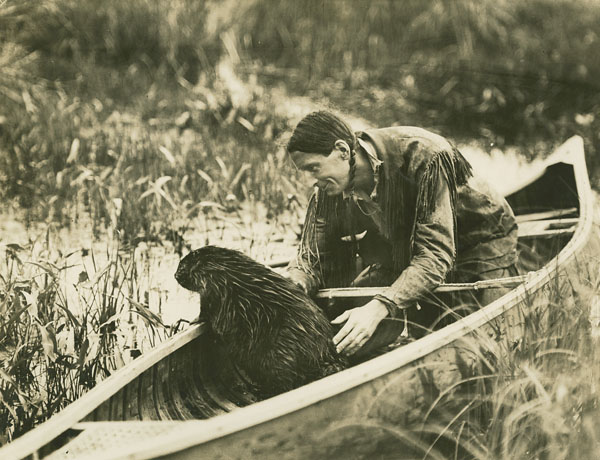

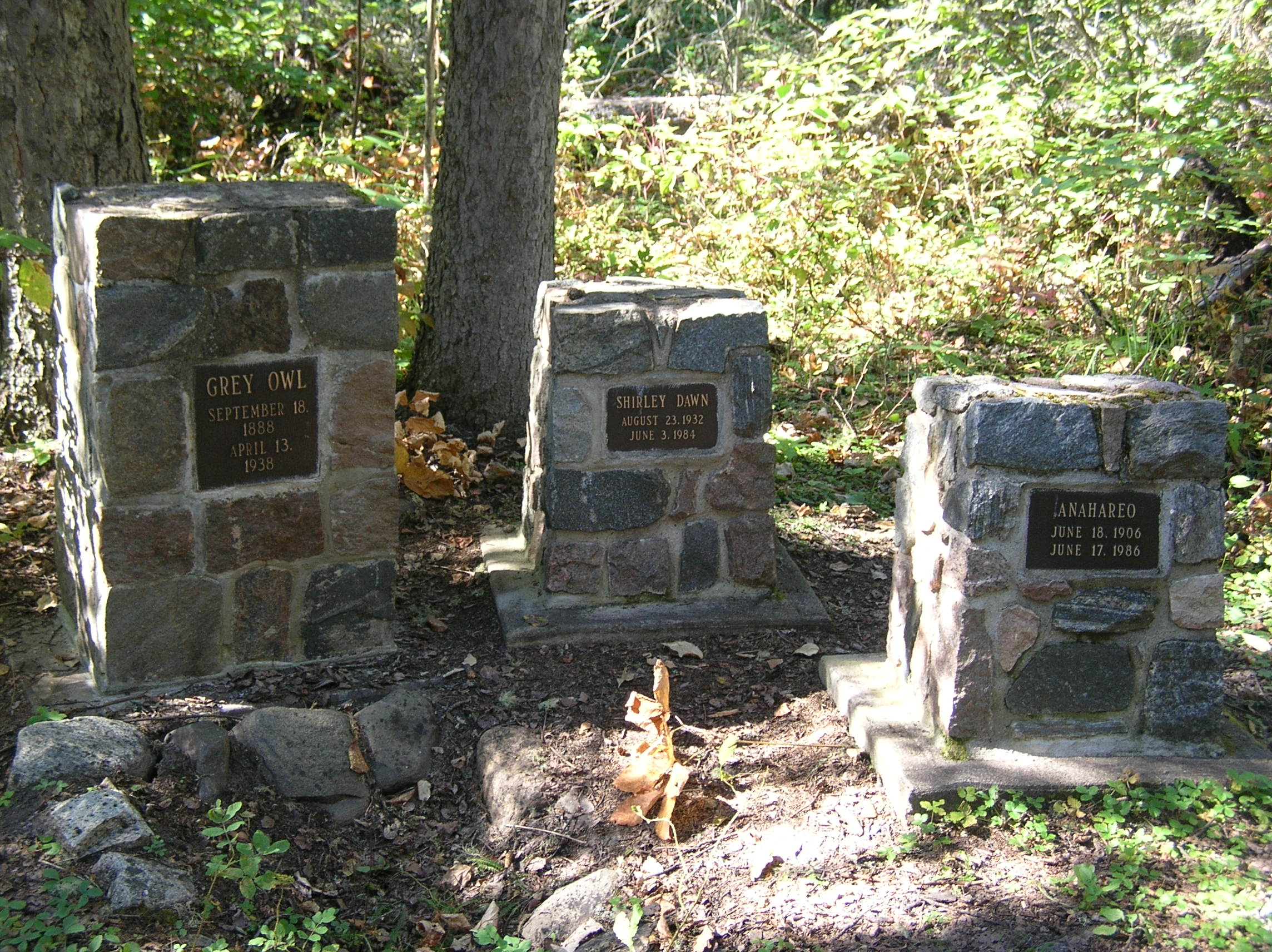

За 2,75 км від західного краю озера проходить стежка до хати Сірої Сови. На північному березі розташовані дві хатини, одна біля води, де бобри частково збудували хатку всередині, а друга на пагорбі позаду. Друга хатина була побудована для дружини Сірої Сови, Анахерео (Гертруд Бернард), якій не подобалось ділити хатину з бобрами. Могили Сірої Сови, його громадянської дружини Анахерео та дочки Ширлі Дон знаходяться на захід від другої хати. Біля кожної хати є таблички з інформацією. Компанія Parks Canada кілька разів реставрувала обидві хатини, а боброва хатка в нижній хатині є лише частковою реконструкцією  .